# Елизавета Шарлотта Пфальцская (1597—1660)
Елизавета Шарлотта Пфальцская (нем. Elisabeth Charlotte von der Pfalz; 19 ноября 1597, Ноймаркт-ин-дер-Оберпфальц — 26 апреля 1660, Кроссен-на-Одере) — герцогиня Пруссии и курфюрстина Бранденбурга, мать будущего Великого курфюрста Фридриха Вильгельма.

## Биография
Елизавета Шарлотта — дочь курфюрста Фридриха IV Пфальцского и его супруги Луизы Юлианы Оранской-Нассау. 24 июля 1616 года в Гейдельберге Елизавета Шарлотта вышла замуж за будущего курфюрста Бранденбурга Георга Вильгельма. Брак между протестантскими династиями Бранденбурга и Пфальца был заключён с политическими целями.

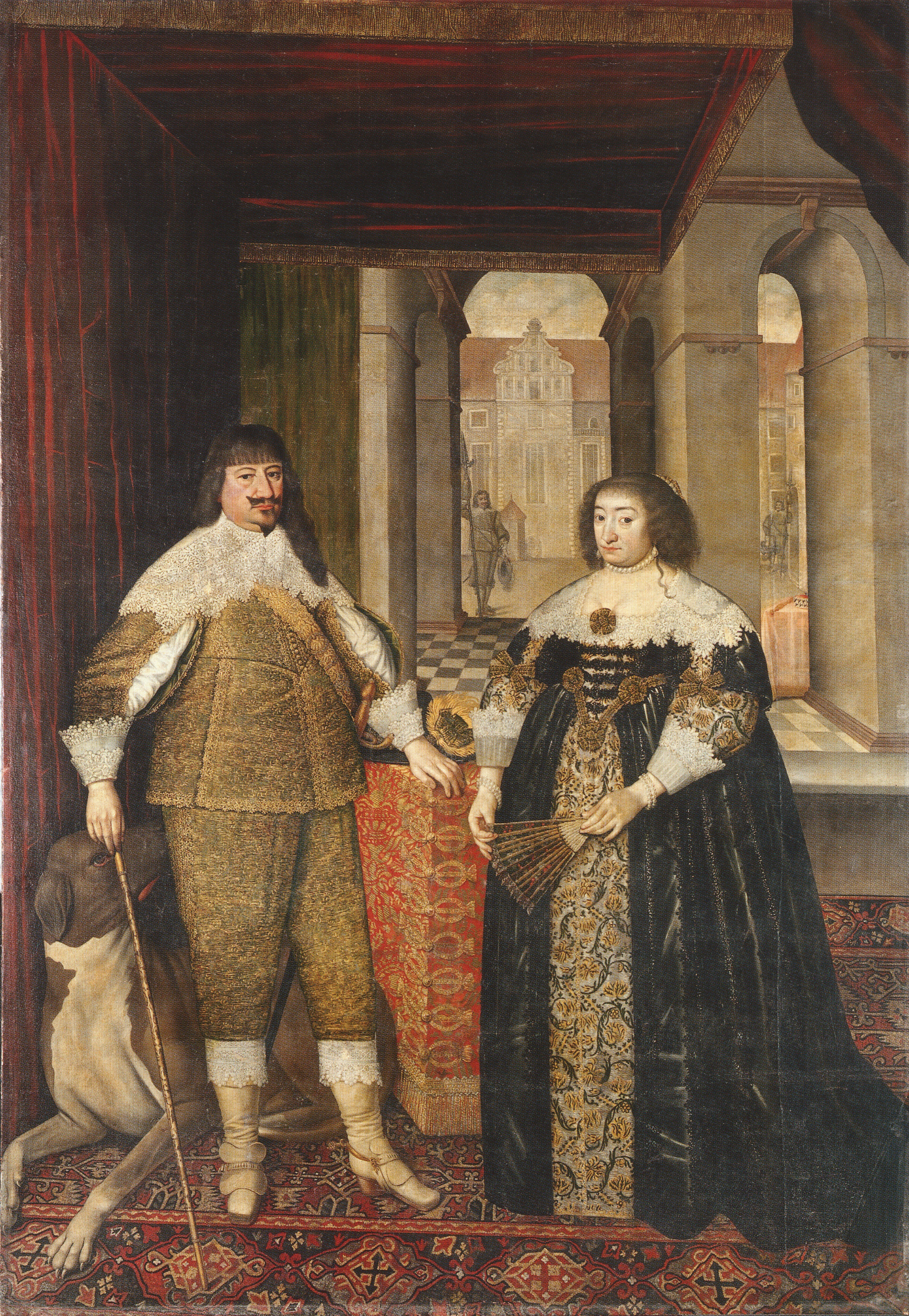
Елизавета Шарлотта с супругом

Брат молодой курфюрстины Фридрих V Пфальцский, одновременно возглавлявший Евангелическую унию, играл важную роль в имперской политике. Осенью 1618 года в ходе сословного восстания в Богемии получил богемскую корону и тем самым послужил причиной Тридцатилетней войны, ситуация в Бранденбурге также обострилась. Георг Вильгельм был слабым и нерешительным человеком, поэтому Елизавете Шарлотте удалось настоять на том, чтобы её брат после изгнания из Богемии укрылся в бранденбургском Кюстрине. Бранденбург тем самым оказался в оппозиции австрийскому императорскому дому.
Несмотря на то, что курфюрстина мало интересовалась политикой, они играла большую роль во внутренней политике. Так, она с «протестантской партией» при дворе она безуспешно противостояла проавстрийскому министру-католику Адаму фон Шварценбергу. Будущий министр Бранденбурга барон Отто фон Шверин сделал карьеру на государственной службе благодаря приглашению ко двору от курфюрстины в 1637 году.
Другой важной заслугой Елизаветы Шарлотты стала роль матери будущего Великого курфюрста Фридриха Вильгельма. За его воспитание вместе с матерью отвечал гофмейстер Иоганн Фридрих фон Калькум. Мать повлияла на протестантское сознание будущего правителя. Фридрих Вильгельм был очень привязан к своей матери, что было необычно в то время.
Последние годы жизни курфюрстина провела в своих вдовьих владениях в Кроссене-на-Одере, где и умерла 26 апреля 1660 года. Похоронена в крипте Гогенцоллернов в Берлинском соборе.

## Потомки
В браке с курфюрстом Георгом Вильгельмом родились:
- Луиза Шарлотта (1617—1676), замужем за герцогом Курляндским Якобом Кеттлером (1610—1681)
- Фридрих Вильгельм (1620—1688), Великий курфюрст, женат на принцессе Луизе Генриетте Нассау-Оранской (1627—1667), затем на принцессе Доротее Софии Шлезвиг-Гольштейн-Зондербург-Глюксбургской (1636—1689)
- Гедвига София (1623—1683), замужем за ландграфом Гессен-Кассельским Вильгельмом VI (1629—1663)
- Иоганн Сигизмунд (1624)